# Taborga Lake
Taborga Lake är en sjö i Bolivia.   Den ligger i departementet Santa Cruz, i den centrala delen av landet, 500 km norr om huvudstaden Sucre. Taborga Lake ligger 174 meter över havet. Arean är 25,5 kvadratkilometer. Den sträcker sig 9,7 kilometer i nord-sydlig riktning, och 5,6 kilometer i öst-västlig riktning.
I omgivningarna runt Taborga Lake växer i huvudsak städsegrön lövskog. Runt Taborga Lake är det mycket glesbefolkat, med 2 invånare per kvadratkilometer.